# 漂流家園
《漂流家園》是由STUDIO COLORIDO製作的日本原創長篇動畫電影，石田祐康執導，2022年9月16日起在Netflix全世界獨佔播放，日本國內亦同步設有院線上映。故事講述小學生熊谷航祐與青梅竹馬連同朋友們待在居住的公寓期間，意外遭遇漂流事件，導致公寓在海上漂流，促使眾人團結合作度過這場危機。
《漂流家園》、《再見了，橡果兄弟！－奇蹟的暑假－》、《犬王》為唯三入圍第95屆奧斯卡金像獎最佳動畫片角逐名單的日本動畫電影，但三者皆未入圍決選階段。

## 登場角色
| 角色       | 配音員     | 配音員 | 簡介                                                             |
| 角色       | 日本       | 台灣   | 簡介                                                             |
| ---------- | ---------- | ------ | ---------------------------------------------------------------- |
| 熊谷航祐   | 田村睦心   | 穆宣名 | 本作男主角，小學6年級生。                                        |
| 兔內夏芽   | 瀨戶麻沙美 | 曾允凡 | 本作女主角，航祐的青梅竹馬。雙親離異後與母親生活，對航祐有好感。 |
| 諾波       | 村瀨步     | 李昀晴 | 住在團地的神祕男孩。                                             |
| 橘讓       | 山下大輝   | 陳貞伃 | 航祐的同學，與航佑是同個足球社社員。                             |
| 小祝太志   | 小林由美子 | 錢欣郁 | 航祐的同學，與航佑是同個足球社社員。                             |
| 羽馬令依菜 | 水瀨祈     | 林沛笭 | 航祐的同學，對航佑同樣有好感。                                   |
| 安藤珠理   | 花澤香菜   | 徐瑀甄 | 航祐的同學，也是令依菜的朋友。                                   |
| 熊谷安次   | 島田敏     | 陳彥鈞 | 航祐的爺爺。                                                     |
| 熊谷靖子   | 愛河里花子 | 魏晶琦 | 航祐的媽媽。                                                     |
| 兔內里子   | 水樹奈奈   | 郭馨雅 | 夏芽的媽媽。                                                     |

## 外部連結
- 官方网站 （日語）
- 《漂流家園》的X（前Twitter）
- 在Netflix上觀看《漂流家園》